# Kolding Idræts Forening
Kolding Idræts Forening es un club de fútbol de asociación con sede en Kolding, Dinamarca. El equipo compite en la 1.ª División danesa , el segundo nivel del sistema de liga de fútbol danés, después de conseguir el ascenso al final de la temporada 2022-23 . Fundado en 1895, Kolding IF jugó en los campeonatos de primera división danesa de 1982 y 1983. En 2002, unieron fuerzas con Kolding Boldklub , el otro club de fútbol importante de Kolding, para formar el primer equipo cooperativo Kolding FC . El club conjunto se fusionó con Vejle Boldklub en 2011 para formar Vejle Boldklub Kolding . Esta fusión se disolvió en 2013 y Kolding IF resurgió.
Actualmente su técnico es el español Albert Rudé